# Byblis vitjazi
Byblis vitjazi is een vlokreeftensoort uit de familie van de Ampeliscidae. De wetenschappelijke naam van de soort is voor het eerst geldig gepubliceerd in 1967 door Margulis.